# رالف شميتز
رالف شميتز (بالألمانية: Ralf Schmitz)‏ (و. 1974  م) هو مقدم تلفزيوني، وممثل مسرحي، وممثل أفلام، وكاتب، وممثل كوميدي، وممثل تلفزي ألماني، ولد في ليفركوزن.

## وصلات خارجية
- رالف شميتز على موقع IMDb (الإنجليزية)
- رالف شميتز على موقع مونزينجر (الألمانية)
- رالف شميتز على موقع ألو سيني (الفرنسية)
- رالف شميتز على موقع ميوزك برينز (الإنجليزية)
- رالف شميتز على موقع ديسكوغز (الإنجليزية)
- رالف شميتز على موقع قاعدة بيانات الفيلم (الإنجليزية)
- رالف شميتز على موقع كينوبويسك (الروسية)

- رالف شميتز في قاعدة بيانات الأفلام على الإنترنت